# Тепла темна матерія
Тепла темна матерія — одна з можливих форм темної матерії, що має властивості проміжні між гарячою і холодною темною матерією. У ранньому Всесвіті частинки темної матерії знаходилися у тепловій рівновазі з космічною плазмою. У деякий момент часу, що називається часом «виморожування», час вільного прольоту частинок темної матерії починає перевищувати хаблівський і взаємодія ТМ з баріонною речовиною припиняється. Гаряча темна матерія має на момент порушення рівноваги кінетичну енергію, що набагато перевищує енергію спокою, натомість частинки холодної темної матерії у момент відщеплення є нерелятивістськими. Частинки теплої темної матерії повинні мати енергію спокою від 1 еВ до 30 кеВ.
У момент переходу від космологічної епохи домінування випромінювання до домінування речовини частинки гарячої темної матерії є релятивістськими, а частинки теплої темної матерії — ні. Цей перехід відбувся при енергії частинок близько 1 еВ (вік Всесвіту 55 тисяч років, для порівняння час рекомбінації — 375 тисяч років). Структури Всесвіту формуються від менших до більших на масштабі більше довжини вільного пробігу темної матерії і від більших до менших на малих масштабах. Основними кандидатами у теплу темну матерію є стерильні нейтрино і гравітіно. Вімпи можуть бути кандидатами у теплу темну матерію лише якщо вони формуються у нетеплових процесах.
Стерильні нейтрино — гіпотетичні елементарні частинки, лептони, що не беруть участі в жодній фундаментальній взаємодії, крім гравітаційної, синглетні по групі калібрувальних бозонів Стандартної моделі. Так, в моделі νMSM, що розширює Стандартну модель за рахунок включення трьох стерильних нейтрино, одне з них може мати масу близько 1 кеВ / c² і бути, таким чином, кандидатом в темну матері. Зокрема, представлена оцінка маси такої частки: 800 +/- 200 еВ за даними зіставлення експериментального і теоретичного значення енергії спін-спінової взаємодії протона і дейтрона в молекулі водню HD.
В роботі Боярського та ін. (2014) в результаті обробки спостережень супутника ХММ скупчення галактик у сузір'ї Персея виявлено емісійну лінію з енергією 7 кеВ. Ця лінія інтерпретується як результат розпаду стерильного нейтрино або аксіно на фотони і можливо є першим виявленим вченими негравітаційним проявом темної матерії.
Гравітино — калібрувальний ферміон, що є суперсиметричним партнером гіпотетичного гравітона. Гравітино може бути одним з кандидатів у темну матерію. Якщо гравітино існує, воно є ферміономзі спіном 3/2, а отже задовольняє рівнянню Раріти-Швінгера. Гравітино переносить взаємодії супергравітації, так само як фотон переносить електромагнетизм і гравітон повинен переносити гравітацію. Хоча у теоріях супергравітації суперсиметрія порушена, повинне існувати деяке значення маси гравітино, що визначається масштабом порушення суперсиметрії. Дана маса сильно відрізняється у різних моделях порушення суперсиметрії, але якщо суперсиметрія розв'язує проблему ієрархії у Стандартній Моделі, маса гравітино не може бути більше за 1 ТеВ/с2.
Якщо гравітино має масу порядку 1 ТеВ, воно створює проблему у стандартній космологічній моделі. По-перше, гравітино може бути стабільним. Це можливо, якщо воно є найлегшою суперсиметричною частинкою і R-парність зберігається. У цьому випадку гравітино є кандидатом у темну матерію, оскілько вони мали виникати у дуже ранньому всесвіті. Однак, якщо розрахувати відповідну густину гравітино, вона виявляється набагато більше спостережуваної густини темної матерії. По-друге, гравітино може бути нестабільним. Такі гравітино будуть розпадатися і не будуть робити внеску у спостережувану густину темної матерії. Однак, оскільки гравітино можуть розпадатися лише внаслідок гравітаційної взаємодії, для маси 1 ТеВ їх час розпаду має бути дуже великим (більше доби), набагато більше тривалості нуклеосинтезу. Щонайменше один з каналів розпаду має включати фотон, заряджений лептон або мезон. Будь-яка з цих частинок може зруйнувати ядро при зіткненні. Можна показати, що таким чином мають бути зруйновані усі ядра, що утворились у нуклеосинтезі, а це не відповідає спостереженням. Дійсно, у такому випадку Всесвіт буде складатися виключно з водню і зореутворення напевне буде неможливим.